# 武蔵野興業
武蔵野興業株式会社（むさしのこうぎょう）は、東京都新宿区新宿に本社を置く企業。
映画興行事業や映画館の経営（新宿武蔵野館、シネマカリテ）、不動産事業で土地や建物の賃貸・販売・仲介、商事事業物品等の販売などのほか、子会社を通じて自動車教習所の運営なども行っている。

## 概要
1920年（大正9年）に設立された映画興行の老舗的存在である。映画興行事業の拠点である新宿武蔵野館は、1928年に現在地の新宿3丁目に移転して以来、1968年の改築実施を経て現在も続く映画館である。
また、東京証券取引所（東証）に1949年9月に上場した古参企業で、現在も東証スタンダード市場に上場を維持している。
事業面では、映画興行事業のほかに不動産事業や商事事業（物品の卸売・小売）・指定自動車教習所事業も展開し事業の多角化が進んでいる。かつてはスポーツ・レジャー事業と称してフィットネスクラブやヨガスクールの経営にも進出していたが、現在では全て撤退し、事業部門自体が休止扱いとなっている。
また、創業以来の主力事業であった映画興行事業については、かつては山梨県甲府市に甲府武蔵野シネマ・ファイブなどを開館し複数館展開を行っていたが、映画市場の低迷や競争激化の影響から現在では閉鎖・整理され、新宿武蔵野館のみの営業となっていた。
しかし2012年9月、新宿で新たにミニシアターを開設する方針であることを明らかにし、同年12月22日にシネマカリテとして開設した。

## 沿革
- 1920年5月 - 現在の東京都新宿区に株式会社武蔵野館を資本金11万円で設立、最初の映画館「武蔵野館」（約500席）を開設して日本映画を上映する。
- 1923年
  - 9月1日 - 関東大震災で「武蔵野館」が被災する。
  - 10月6日 - 被災した「武蔵野館」が再開する。
- 1928年8月 - 東京府豊多摩郡淀橋町角筈一丁目1番地（現在の新宿三丁目）に「武蔵野ビル」を竣工、近代的な洋画専門館として「武蔵野館」（1500席）を入居させる。
- 1930年年代？ - 東京府荏原郡大井町のビルに「大井武蔵野館」（1F）と「大井ロマン」（2F）を開設する。
- 1949年
  - 6月 - 帝都興業株式会社を吸収合併する。
  - 8月 - 社名を武蔵野映画劇場株式会社[8]に変更する。
  - 9月 - 東京証券取引所に上場する。
- 1954年3月 - 映画館「甲府中央館」（1924年8月1日開設、1945年7月の甲府空襲で焼失）跡地に子会社の甲府武蔵野映画劇場株式会社が「甲府武蔵野館」（200席）と「甲府ピカデリー」（300席）を開設する。
- 1955年1月 - 大宮市内の映画館を買収、「大宮武蔵野館」として開設する。
- 1968年12月 - 「武蔵野ビル」改築の際に「武蔵野館」を「新宿武蔵野館」（500席）として7階に再配置した他、貸店舗業など経営の多角化をはかる。
- 1970年7月 - 「大宮武蔵野館」を解体、跡地に建設した賃貸ビル（地上8階、地下3階）を大宮高島屋に賃貸する。
- 1973年6月 - 不動産部門を設置、マンションおよび別荘地の分譲を開始する。
- 1977年8月 - 現社長の父河野勝雄（1931年6月1日 - 2009年8月26日[9]）が社長に就任[10]。
- 1978年3月 - 資本金を5億円に増資する。
- 1981年
  - 1月 - 埼玉県大里郡寄居町に株式会社寄居武蔵野自動車教習所（現・連結子会社）を設立する。
  - ？月 - 「大井武蔵野館」を古い日本映画専門の「大井武蔵野館1」に、「大井ロマン」を洋画專門の「大井武蔵野館2」にリニューアルする[11]。
- 1985年12月 - 東京都中野区に「中野武蔵野ホテル」と映画館の「中野武蔵野ホール」を開設する。
- 1986年10月
  - 社名を武蔵野興業株式会社に変更する。
  - 目黒区自由が丘の「自由が丘武蔵野館（旧）」跡地に総合レジャービル「自由が丘ミュー」を竣工、新たな「自由が丘武蔵野館」とスポーツジムの「エグザス自由が丘武蔵野ミュー」を開設する。
- 1988年10月 - 資本金を10億450万円に増資する。
- 1989年8月 - 「大井武蔵野館1」を閉鎖、「大井武蔵野館2」を「大井武蔵野館」に改称する。
- 1992年9月 - 新宿三丁目に「第二武蔵野ビル」を竣工、株式会社丸井に賃貸する。
- 1993年11月 - 「自由が丘ミュー」に「武蔵野インドヨガ学園自由が丘校」を開設する。
- 1994年10月4日 - 「武蔵野ビル」3階にミニシアター「シネマ・カリテ1・2・3」（各84席）を開設する。
- 1996年
  - 4月 - テナント飲食店ビルを経営する株式会社野和ビル(現・関連会社)を合弁会社として設立する。
  - 9月 - 周辺の再開発にともない閉鎖する「甲府武蔵野館」と「甲府ピカデリー」の一時的な代替館として「甲府シネマカリテ1」（100席）と「甲府シネマカリテ2」（80席）を開設する。
  - 10月 - 「甲府武蔵野館」と「甲府ピカデリー」を閉鎖する。
- 1998年9月 - 山梨県甲府市にシネマコンプレックスとして「甲府武蔵野シネマ・ファイブ」(5スクリーン、715席)を開設する。
- 1999年1月31日 - 「大井武蔵野館」を閉鎖する。
- 2000年4月 - 拡張工事後の「シネマ・カリテ3」を「シネマ・カリテ1」（133席）に、それまでの「シネマ・カリテ1」を「シネマ・カリテ3」に改称する。
- 2001年 - 「甲府シネマカリテ1・2」を閉鎖する。
- 2002年1月1日 - 「新宿武蔵野館」を「新宿武蔵野館1」に、「シネマ・カリテ1・2・3」を「新宿武蔵野館2・3・4」に改称する。
- 2003年9月30日 - 「新宿武蔵野館1」を閉鎖、「新宿武蔵野館2・3・4」を「新宿武蔵野館1・2・3」に改称する。
- 2004年
  - 2月 - 「自由が丘武蔵野館」を閉鎖する。
  - 5月 - 「中野武蔵野ホール」を閉鎖する。
  - 8月 - 「中野武蔵野ホテル」を閉鎖する。
  - 12月 - 「第二武蔵野ビル」を売却する。
- 2005年
  - 2月 - 「武蔵野インドヨガ学園新宿校」を開設する。
  - 5月 - 株式会社リサ・パートナーズと資本・業務提携を行う。
  - 6月 - 河野勝雄が代表取締役会長に退く[10]、後任は長男・義勝[12]。。
  - 9月 - 「武蔵野インドヨガ学園大宮校」を開設する。
- 2006年4月 - 「新宿武蔵野館」のロビーを拡張・改修する。
- 2007年
  - 5月 - 「武蔵野インドヨガ学園大宮校」を閉鎖する。
  - 10月 - 「武蔵野インドヨガ学園新宿校」を閉鎖する。
- 2008年3月 - 「エグザス自由が丘武蔵野ミュー」が「コナミスポーツクラブ自由が丘」に名称を変更する。
- 2009年
  - 8月26日 - 会長の河野が死去[9]。
  - 8月31日 - 「武蔵野インドヨガ学園自由が丘校」を閉鎖する。
- 2011年3月31日
  - 「コナミスポーツクラブ自由が丘」を閉鎖する。
  - 「甲府武蔵野シネマ・ファイブ」を休館する[13]。
- 2012年
  - 1月 - 「新宿武蔵野館1・2」にデジタル上映設備、「新宿武蔵野館3」にブルーレイ上映設備を設置する。
  - 12月22日 - 新宿NOWAビルの地下1階にミニシアター「シネマカリテ」を開設する[7]。
- 2013年8月 - 新宿区新宿に武蔵野エンタテインメント株式会社（現・連結子会社）を設立する。
- 2016年
  - 1月30日 - 「新宿武蔵野館」が耐震・改装工事で休館する。
  - 11月5日 - 「新宿武蔵野館」の工事が終了、リニューアル・オープン（武蔵野館1：133席、武蔵野館2：83席、武蔵野館3：85席）する。
- 2019年6月 - 武蔵野館開館から100年となる2020年6月まで記念上映興行を「武蔵野館100周年記念企画」として実施[14]。
- 2021年5月 - 株式会社リサ・パートナーズとの資本・業務提携を解消[15]。
- 2022年4月 - 東京証券取引所の市場区分見直しにより、市場第二部からスタンダード市場へ移行。